# 584
سنة 584 م (بالأرقام الرومانية: DLXXXIV) كانت سنة كبيسة تبدأ يوم السبت (الرابط يظهر نموذج الجدول الزمني الكامل للسنة) من التقويم اليولياني. بدأت تسمية السنة ب584 منذ العصور الوسطى المبكرة، عندما أصبح تقويم أنو دوميني هو الأسلوب السائد في أوروبا لتسمية السنوات.

## مواليد
- خالد بن الوليد الملقب بسيف الله المسلول.
- سحيم بن وثيل الرياحي

## وفيات
- عمرو بن كلثوم الشاعر الجاهلي صاحب المعلقة الشهيرة.